# بطولة آسيا للجودو 2005
بطولة آسيا للجودو 2005 (بالإنجليزية: 2005 Asian Judo Championships) أقيمت في طشقند، أوزبكستان من 14 إلى 15 مايو 2005.

## ملخص الميداليات

### الرجال
| الحدث                | الذهبية                         | الفضية                            | البرونزية                       |
| -------------------- | ------------------------------- | --------------------------------- | ------------------------------- |
| وزن خفيف جداً −60 كجم | تشو نام-سوك · كوريا الجنوبية    | تاتسوآكي إيغوسا · اليابان         | لين تشويه-تشن · تايبيه الصينية  |
| وزن خفيف جداً −60 كجم | تشو نام-سوك · كوريا الجنوبية    | تاتسوآكي إيغوسا · اليابان         | سلامات أوتارباييف · كازاخستان   |
| نصف خفيف −66 كجم     | خاشباتارين تساغانبآتر · منغوليا | آرش مير إسماعيلي · إيران          | توشياكي أوميتسو · اليابان       |
| نصف خفيف −66 كجم     | خاشباتارين تساغانبآتر · منغوليا | آرش مير إسماعيلي · إيران          | بانغ غوي-مان · كوريا الجنوبية   |
| خفيف −73 كجم         | كيم جاي-بوم · كوريا الجنوبية    | أيدار كابيمولايف · كازاخستان      | رسول بوقييف · طاجيكستان         |
| خفيف −73 كجم         | كيم جاي-بوم · كوريا الجنوبية    | أيدار كابيمولايف · كازاخستان      | يوسوكي كانامارو · اليابان       |
| نصف متوسط −81 كجم    | تاكاشي أونو (جودوكا) · اليابان  | كيم سو-كيونغ · كوريا الجنوبية     | لازير يولداشيف · أوزبكستان      |
| نصف متوسط −81 كجم    | تاكاشي أونو (جودوكا) · اليابان  | كيم سو-كيونغ · كوريا الجنوبية     | روف حكمتوف · طاجيكستان          |
| متوسط −90 كجم        | سيغو سايتو · اليابان            | باتبايارين أريون-إرديني · منغوليا | بروفيز صبروف · طاجيكستان        |
| متوسط −90 كجم        | سيغو سايتو · اليابان            | باتبايارين أريون-إرديني · منغوليا | غنام الديكان · الكويت           |
| نصف ثقيل −100 كجم    | جانغ سونغ-هو · كوريا الجنوبية   | أرخات جتكييف · كازاخستان          | بادارتشين مياغماردورج · منغوليا |
| نصف ثقيل −100 كجم    | جانغ سونغ-هو · كوريا الجنوبية   | أرخات جتكييف · كازاخستان          | تاكاماسا أنآي · اليابان         |
| ثقيل +100 كجم        | محمد رضا روداكي · إيران         | هيديكازو شودا · اليابان           | أوتكور سالياموف · أوزبكستان     |
| ثقيل +100 كجم        | محمد رضا روداكي · إيران         | هيديكازو شودا · اليابان           | يلدوس إكسانغالييف · كازاخستان   |
| مفتوح                | عبد الله تانغرييف · أوزبكستان   | هيروأكي تاكاهاتشي · اليابان       | محمود ميران · إيران             |
| مفتوح                | عبد الله تانغرييف · أوزبكستان   | هيروأكي تاكاهاتشي · اليابان       | فياتشيسلاف بيردوتا · كازاخستان  |

### السيدات
| الحدث             | الذهبية                           | الفضية                          | البرونزية                       |
| ----------------- | --------------------------------- | ------------------------------- | ------------------------------- |
| خفيف جداً −48 كجم  | توموكو فوكومي · اليابان           | كيم ميونغ-أوك · كوريا الشمالية  | كيم يونغ-ران · كوريا الجنوبية   |
| خفيف جداً −48 كجم  | توموكو فوكومي · اليابان           | كيم ميونغ-أوك · كوريا الشمالية  | شاو دان · الصين                 |
| نصف خفيف −52 كجم  | آن كوم-آي · كوريا الشمالية        | كيم كيونغ-أوك · كوريا الجنوبية  | مونخباتارين بوندما · منغوليا    |
| نصف خفيف −52 كجم  | آن كوم-آي · كوريا الشمالية        | كيم كيونغ-أوك · كوريا الجنوبية  | يوكي يوكوزاوا · اليابان         |
| خفيف −57 كجم      | خيشغبَاتارين إردينيت-أود · منغوليا | جوري مياamoto · اليابان         | يو يالينغ · الصين               |
| خفيف −57 كجم      | خيشغبَاتارين إردينيت-أود · منغوليا | جوري مياamoto · اليابان         | جونغ هاي-مي · كوريا الجنوبية    |
| نصف متوسط −63 كجم | يوشيه أوينو · اليابان             | وانغ تشين-فانغ · تايبيه الصينية | هي شياولي · الصين               |
| نصف متوسط −63 كجم | يوشيه أوينو · اليابان             | وانغ تشين-فانغ · تايبيه الصينية | لي بوك-هي · كوريا الجنوبية      |
| متوسط −70 كجم     | مينا واتانابي · اليابان           | ليو شو-يون · تايبيه الصينية     | باي أون-هي · كوريا الجنوبية     |
| متوسط −70 كجم     | مينا واتانابي · اليابان           | ليو شو-يون · تايبيه الصينية     | كالزان تايزانوفا · كازاخستان    |
| نصف ثقيل −78 كجم  | ساي ناكازاوا · اليابان            | كيم ريون-مي · كوريا الشمالية    | جيونغ غيونغ-مي · كوريا الجنوبية |
| نصف ثقيل −78 كجم  | ساي ناكازاوا · اليابان            | كيم ريون-مي · كوريا الشمالية    | تشانغ يانشون · الصين            |
| ثقيل +78 كجم      | ميكا سوجيموتو · اليابان           | يو سونغ · الصين                 | ماريا شيكيروفا · أوزبكستان      |
| ثقيل +78 كجم      | ميكا سوجيموتو · اليابان           | يو سونغ · الصين                 | جيونغ جي-وون · كوريا الجنوبية   |
| مفتوح             | ميكا سوجيموتو · اليابان           | ساجات أبيكييفا · كازاخستان      | يو سونغ · الصين                 |
| مفتوح             | ميكا سوجيموتو · اليابان           | ساجات أبيكييفا · كازاخستان      | ماريا شيكيروفا · أوزبكستان      |

## جدول الميداليات
*   البلد المضيف (مضيف)
| المرتبة | فريق           | ذهبية | فضية | برونزية | المجموع |
| ------- | -------------- | ----- | ---- | ------- | ------- |
| 1       | اليابان        | 8     | 4    | 4       | 16      |
| 2       | كوريا الجنوبية | 3     | 2    | 7       | 12      |
| 3       | منغوليا        | 2     | 1    | 2       | 5       |
| 4       | كوريا الشمالية | 1     | 2    | 0       | 3       |
| 5       | إيران          | 1     | 1    | 1       | 3       |
| 6       | أوزبكستان      | 1     | 0    | 4       | 5       |
| 7       | كازاخستان      | 0     | 3    | 4       | 7       |
| 8       | تايبيه الصينية | 0     | 2    | 1       | 3       |
| 9       | الصين          | 0     | 1    | 5       | 6       |
| 10      | طاجيكستان      | 0     | 0    | 3       | 3       |
| 11      | الكويت         | 0     | 0    | 1       | 1       |
| المجموع | المجموع        | 16    | 16   | 32      | 64      |

## روابط خارجية
- 2005 Asian Judo Championships على موقع JudoInside.com (الإنجليزية)
- نتائج بطولة آسيا للجودو 2005 (اتحاد الجودو الآسيوي) - (صيغة: مايكروسوفت وورد)
- نتائج بطولة آسيا للجودو 2005 (الاتحاد الدولي للجودو)